# Take Me to Tomorrow
Take Me To Tomorrow és un disc del cantautor nord-americà John Denver, fou el segon que enregistrà amb RCA Records i va aparèixer el maig de 1970.

## Llista de temes

### Cara A
1. "Take Me To Tomorrow"
2. "Isabel"
3. "Follow Me"
4. "Forest Lawn"
5. "Aspenglow"
6. "Amsterdam"

### Cara B
1. "Anthem-Revelation"
2. "Sticky Summer Weather"
3. "Carolina In My Mind"
4. "Jimmy Newman"
5. "Molly"